# Jordan Lucas
Jordan Lucas (New Rochelle, 2 agosto 1993) è un giocatore di football americano statunitense che milita nel ruolo di cornerback per i Kansas City Chiefs della National Football League (NFL).

## Biografia

### Miami Dolphins
Dopo avere giocato al college a football coi Penn State Nittany Lions dal 2012 al 2015, Lucas fu scelto nel corso del sesto giro (204º assoluto) nel Draft NFL 2016 dai Miami Dolphins. Debuttò come professionista subentrando nella gara del primo turno persa contro i Seattle Seahawks.

### Kansas City Chiefs
Nel 2018 Lucas firmò con i Kansas City Chiefs. Il 2 febbraio 2020 scese in campo nel Super Bowl LIV contro i San Francisco 49ers che i Chiefs vinsero per 31-20, conquistando il primo titolo dopo cinquant'anni. Nella stagione 2020 decise di non scendere in campo a causa della pandemia di COVID-19.

## Palmarès
- Super Bowl : 1

Kansas City Chiefs: LIV
- American Football Conference Championship: 1

Kansas City Chiefs: 2019

## Statistiche
| Partite totali      | 7 |
| Partite da titolare | 0 |
| Tackle totali       | 2 |
| Sack                | 0 |
| Intercetti          | 0 |
| Fumble forzati      | 0 |